# Rio Negrinho
Pour les articles homonymes, voir Rio Negrinho (homonymie).
Rio Negrinho est une ville brésilienne du nord de l'État de Santa Catarina.

## Géographie
Rio Negrinho se situe par une latitude de 26° 15′ 16″ sud et par une longitude de 49° 31′ 06″ ouest, à une altitude de 790 mètres.
Sa population était de 39 849 habitants au recensement de 2010. La municipalité s'étend sur 908 km2.
Elle fait partie de la microrégion de São Bento do Sul, dans la mésorégion Nord de Santa Catarina.

## Tourisme
La gare de Rio Negrinho est le siège du « musée dynamique de Maria Fumaça ». Elle possède huit locomotives à vapeur, d'anciens wagons et divers objets liés à l'histoire du chemin de fer au Brésil. Des promenades en train dans les montagnes de Santa Catarina sont organisées par le musée.
Deux locomotives et six wagons emmènent en moyenne 150 passagers de Rio Negrinho à Rio Natal, une colonie polonaise, dans la municipalité de São Bento do Sul. On peut y admirer de magnifiques paysages de forêt atlantique. A Rio Natal, les voyageurs peuvent goûter des plats polonais traditionnels et assister à des animations.

## Économie
La municipalité se consacre principalement à l'agriculture (maïs, soja, haricot et tabac) et à l'élevage. On y extrait également du sable et de la terre battue.

## Administration

### Liste des maires
Depuis son émancipation de la municipalité de São Bento do Sul en 1953, Rio Negrinho a successivement été dirigée par :
- Henrique Liebl - 1954
- Frederico Lampe - 1954 à 1959
- Nivaldo Simões de Oliveira – 1959 à 1964
- Herberto Tureck – 1964 à 1966
- Vagemiro Jablonski – 1966 à 1970
- Álvaro Spitzner – 1970 à 1973
- Nivaldo Simões de Oliveira – 1973 à 1977
- Paulo Beckert - 1977 à 1983
- Romeu Ferreira de Albuquerque - 1983 à 1988
- Guido Rückl – 1989 à 1992
- Romeu Ferreira de Albuquerque – 1993 à 1996
- Mauro Mariani – 1997 à 2002
- Almir José Kalbusch - 2002 à 2005
- Abel Schroder - 2005 à 2006
- Gervásio Simões da Maia - 2006
- Osni Jose Schroeder - 2007
- Alcides Grohskopf - 2007 à 2008
- Osni Jose Schroeder - 2009 à aujourd'hui

### Divisions administratives
La municipalité est constituée de deux districts :
- Rio Negrinho (siège du pouvoir municipal)
- Volta Grande

## Villes voisines
Rio Negrinho est voisine des municipalités (municípios) suivantes :
- São Bento do Sul
- Corupá
- Rio dos Cedros
- Doutor Pedrinho
- Itaiópolis
- Mafra
- Rio Negro dans l'État du Paraná
- Piên dans l'État du Paraná